# Sheryl Merchiers
Sheryl Merchiers (22 gennaio 1997) è una calciatrice belga, difensore dello Zulte Waregem.

## Carriera

### Club
Sheryl Merchiers ha esordito nella stagione inaugurale della BeNe League, competizione mista belga-olandese, con la maglia dello Zulte Waregem. Nel 2014 ha lasciato lo Zulte Waregem per trasferirsi al Gent, tornando a giocare nella BeNe League, competizione dalla quale lo Zulte si era ritirato nella stagione precedente. Nell'estate del 2015 è passata al Lierse, con il quale ha vinto la Coppa del Belgio, per poi tornare al Gent a fine stagione dopo che il Lierse aveva rinunciato all'iscrizione in Super League.
Nell'estate 2017 Merchiers si trasferì all'Anderlecht. Ha giocato con la maglia malva dell'Anderlecht per tre stagioni consecutive, vincendo il campionato belga in ciascuna stagione. Ha anche esordito nella UEFA Women's Champions League nella stagione 2018-2019, realizzando una rete nella vittoria per 10-0 sulle georgiane del Martve.
Per la stagione 2020-2021 Merchiers è tornata dopo sei anni allo Zulte Waregem, che stava allestendo la squadra per partecipare alla Super League.

### Nazionale
Sheryl Merchiers ha fatto parte delle selezioni giovanili del Belgio, giocando sedici partite con la selezione Under-19, scendendo in campo nelle partite di qualificazione alle fasi finali dei campionati europei di categoria. Ha fatto parte della rosa che ha partecipato alla fase finale del campionato europeo Under-19 2014, scendendo in campo nei minuti finali di due delle tre partite giocate dalla nazionale belga.

## Statistiche

### Presenze e reti nei club
| Stagione             | Squadra              | Campionato           | Campionato | Campionato | Coppe nazionali | Coppe nazionali | Coppe nazionali | Coppe internazionali | Coppe internazionali | Coppe internazionali | Altre coppe | Altre coppe | Altre coppe | Totale | Totale |
| Stagione             | Squadra              | Comp                 | Pres       | Reti       | Comp            | Pres            | Reti            | Comp                 | Pres                 | Reti                 | Comp        | Pres        | Reti        | Pres   | Reti   |
| -------------------- | -------------------- | -------------------- | ---------- | ---------- | --------------- | --------------- | --------------- | -------------------- | -------------------- | -------------------- | ----------- | ----------- | ----------- | ------ | ------ |
| 2012-2013            | Zulte Waregem        | BeNe                 | 9          | 0          | CB              | ?               | ?               | -                    | -                    | -                    | -           | -           | -           | 9+     | 0+     |
| 2013-2014            | Zulte Waregem        | D1                   | ?          | ?          | CB              | ?               | ?               | -                    | -                    | -                    | -           | -           | -           | ?      | ?      |
| 2014-2015            | Gent                 | BeNe                 | 22         | 0          | CB              | ?               | ?               | -                    | -                    | -                    | -           | -           | -           | 22+    | 0+     |
| 2015-2016            | Lierse               | SL                   | ?          | ?          | CB              | ?               | ?               | -                    | -                    | -                    | -           | -           | -           | ?      | ?      |
| 2016-2017            | Gent                 | SL                   | ?          | ?          | CB              | ?               | ?               | -                    | -                    | -                    | -           | -           | -           | ?      | ?      |
| Totale Gent          | Totale Gent          | Totale Gent          | 22         | 0          |                 | ?               | ?               |                      | -                    | -                    |             | -           | -           | 22+    | 0+     |
| 2017-2018            | Anderlecht           | SL                   | ?          | ?          | CB              | ?               | ?               | -                    | -                    | -                    | -           | -           | -           | ?      | ?      |
| 2018-2019            | Anderlecht           | SL                   | ?          | ?          | CB              | ?               | ?               | UWCL                 | 3                    | 1                    | -           | -           | -           | 3+     | 1+     |
| 2019-2020            | Anderlecht           | SL                   | ?          | ?          | CB              | ?               | ?               | UWCL                 | 5                    | 0                    | -           | -           | -           | 5+     | 0+     |
| Totale Anderlecht    | Totale Anderlecht    | Totale Anderlecht    | ?          | ?          |                 | ?               | ?               |                      | 8                    | 1                    |             | -           | -           | 8+     | 1+     |
| 2020-2021            | Zulte Waregem        | SL                   | ?          | ?          | CB              | ?               | ?               | -                    | -                    | -                    | -           | -           | -           | ?      | ?      |
| Totale Zulte Waregem | Totale Zulte Waregem | Totale Zulte Waregem | 9+         | 0+         |                 | ?               | ?               |                      | -                    | -                    |             | -           | -           | 9+     | 0+     |
| Totale carriera      | Totale carriera      | Totale carriera      | 31+        | 0+         |                 | ?               | ?               |                      | 8                    | 1                    |             | -           | -           | 39+    | 1+     |

## Palmarès
- Campionato belga: 3

Anderlecht: 2017-2018, 2018-2019, 2019-2020
- Coppa del Belgio: 1

Lierse: 2015-2016